# Les Doigts qui voient
Les Doigts qui voient è un cortometraggio muto del 1911 diretto da Louis Feuillade e da Georges-André Lacroix.

## Produzione
Il film fu prodotto dalla Société des Etablissements L. Gaumont

## Distribuzione
Distribuito dalla Société des Etablissements L. Gaumont, uscì nelle sale cinematografiche francesi nel marzo 1911.